# Louis Deen
Louis Deen (Loosdrecht, 14 april 1931 – Amsterdam, 15 april 2019) was een Nederlands anesthesioloog, hoogleraar, van Joodse afkomst.

## Levensloop
Hij kwam uit een idealistisch pacifistisch gezin van zes kinderen met een sociaaldemocratische achtergrond. Zijn vader, Louis Deen senior, was meubelmaker in de stijl van de Amsterdamse School. Zijn moeder leerde Esperanto. Tijdens de Tweede Wereldoorlog heeft hij als puber drie jaar ondergedoken gezeten, terwijl in dezelfde tijd een broer en zus zijn vergast in Sobibór.
Hij ging geneeskunde studeren en haalde in 1955 zijn doctoraal geneeskunde aan de Universiteit van Amsterdam. Daarna begon hij als vervulling van zijn militaire dienstplicht met de opleiding tot hulpanesthesist in het St. Antonius Ziekenhuis in Utrecht. Daarna volgde hij de opleiding anesthesie bij professor Doreen Vermeulen-Cranch, de eerste (vrouwelijke) hoogleraar anesthesie van Nederland. Hier werkte Deen met de Tank van Boerema. Van 1971 tot 1980 was hij lector en sindsdien hoogleraar anesthesiologie in Amsterdam. Hij heeft achtereenvolgens gewerkt in het Wilhelmina Gasthuis, het Binnengasthuis en het AMC. Na zijn emeritaat in 1991 heeft hij nog enkele dagen per week gewerkt als anesthesioloog in de Medisch centrum Jan van Goyen in Amsterdam. Verder werkte hij regelmatig als anesthesioloog in Suriname, zoals in 2002.
In 2003 is hij als anesthesioloog uitgeschreven uit het register van Medisch Specialisten.
Deen was lid van de Nationale Wetenschappelijke Commissie die 12-19 juni 1992 het 10e World Congress of Anaesthesiologists in Den Haag organiseerde. Hierbij was Deen lid van diverse subcommissies: Longfysiologie, Inhalatie-anesthetica, Obstetrische Anesthesie, Anesthesie in Ontwikkelingslanden en de Kunstexpositiecommissie.
In 1986 haalde Deen het landelijk nieuws door anesthesie te geven bij een jonge gorilla die een gebroken kaak had opgelopen.
Regelmatig trad Deen op als getuige-deskundige bij beoordeling van rechtszaken, waaronder de beruchte zaak van de overleden kleuter door verwisseling van een lachgas- en een zuurstofleiding door de monteur in 1987.

## Nevenactiviteiten – hobby's
Zijn grootste hobby was beeldhouwkunst, waar hij als autodidact sinds begin jaren 80 beelden maakte. Zijn vrouw Loes Deen-Van Leeuwen, overleden in 2017, was naast haar werk als arts schilderes. Verder was Deen een groot liefhebber van de Griekse cultuur en leerde hij op latere leeftijd nog Grieks. De kunstwerken van Deen zijn enkele malen getoond in exposities, georganiseerd door Mabel Hoogendonk. Medekunstliefhebber en collega professor Pim Brummelkamp (chirurg), waar Deen zijn kunsthobby mee deelde, zorgde voor de enorme verzameling van naoorlogse kunst in het AMC.
Daarnaast was Deen 14 jaar lid van de Amsterdamse Roei- en Zeilvereniging ‘De Hoop’, en zat hij in het Comité van Aanbeveling van de Club van Tien Miljoen die zich inzet voor het behoud en de verbetering van de kwaliteit van het leven voor alle legale inwoners in Nederland en met name de overbevolking (mondiaal) als grote bedreiging ziet.

## Overleden
Deen overleed op 88-jarige leeftijd en werd gecremeerd bij Zorgvlied.

## Overzicht loopbaan
- Doctoraalexamen Geneeskunde - UvA, 08-10-1955;
- Artsexamen - UvA, 19-03-1958
- Hulpanesthesist Militaire Dienst 1960
- Wilhelmina Gasthuis Amsterdam 1961-1971
- Lector Anaesthesiologie, 23 augustus 1971 - 1 januari 1980 Binnengasthuis Amsterdam
- 4 juni 1981 Proefschrift (promotie): Beademing van pasgeborenen met IRDS: "Idiopathic respiratory distress syndrome"
- Gewoon hoogleraar Anaesthesiologie, 1 januari 1980 - 1 september 1991 Academisch Medisch Centrum Amsterdam
- 1992 Afscheidscollege als hoogleraar getiteld 'Wat, Hoe en Waarom'.